# Acianthera decipiens
Acianthera decipiens é uma espécie de orquídea (Orchidaceae) que existe da Costa Rica à Venezuela e no Equador, antigamente subordinada ao gênero Pleurothallis.

## Publicação e sinônimos
- Acianthera decipiens (Ames & C.Schweinf.) Pridgeon & M.W.Chase, Lindleyana 16: 243 (2001).

Sinônimos homotípicos:
- Pleurothallis decipiens Ames & C.Schweinf., Schedul. Orchid. 8: 26 (1925).

Sinônimos heterotípicos:
- Pleurothallis pterocaulis L.O.Williams, Ann. Missouri Bot. Gard. 27: 280 (1940).